# Дейок
Дейок, Дайуку (на асирийски: Daiukku, на старогръцки: Δηϊόκης; на латински: Deiokes) е съдия на манейците и след това цар на Мидия, управлявал от ок. 728 пр.н.е. до 716 пр.н.е.
Според Херодот той се ползвал като съдия с голям авторитет между наслелението, което го избрало за цар. Той обидинява няколко ирански народи и образува царството Мидия. За своя резиденция построил град Екбатана (днес Хамадан).
През 716 пр.н.е. се стига до война между асирийците с цар Саргон II и урартийците с цар Руса I. Дайуку се съюзява с Урарту. Асирийците печелят войната, пленяват Дайуку и фамилията му и ги депортират в сирийския Хама.
Той е наследен от своя син Фраорт като цар на Мидия.